# Wallacea

Wallacea là nhóm đảo trong khu vực màu đỏ. Đường Weber màu xanh lam từng được sử dụng để chia tách Wallacea thành nửa phía tây thuộc châu Á và nửa phía đông thuộc châu Đại Dương.

Wallacea là một định danh địa lý sinh vật học cho một nhóm các đảo chủ yếu thuộc Indonesia được ngăn cách bởi các eo biển nước sâu từ thềm lục địa Châu Á và Châu Úc. Wallacea bao gồm Sulawesi, đảo lớn nhất trong nhóm này, cũng như Lombok, Sumbawa, Flores, Sumba, Timor, Halmahera, Buru, Seram và nhiều đảo nhỏ hơn. Các đảo thuộc Wallacea nằm giữa thềm Sunda (Bán đảo Mã Lai, Sumatra, Borneo, Java và Bali) ở phía tây, và thềm Sahul ở phía đông và phía nam bao gồm Australia và New Guinea. Tổng diện tích đất đai của Wallacea là 347.000 km2 (134.000 dặm vuông Anh).

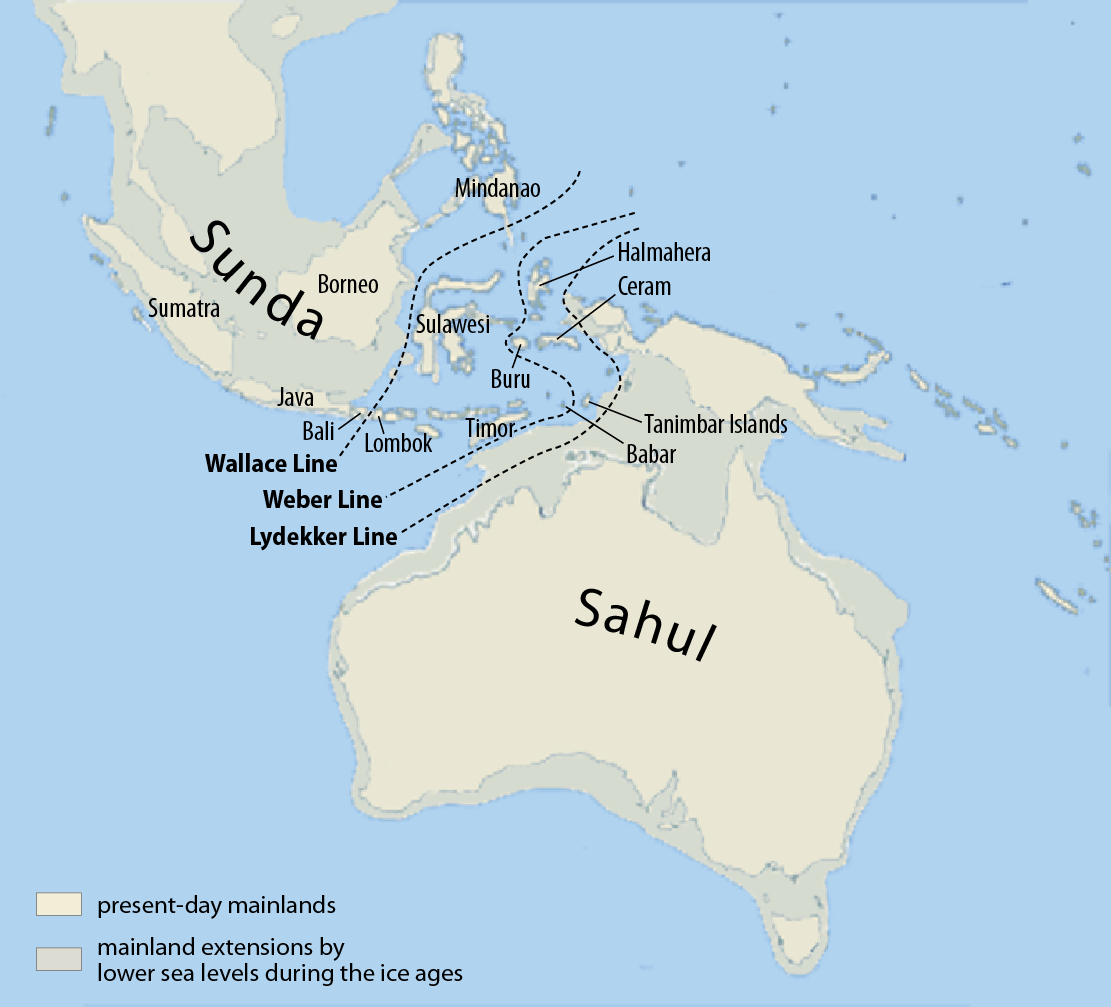
Thềm Sunda và thềm Sahul. Wallacea là khu vực nằm giữa hai thềm này.

## Địa lý
Wallacea được định nghĩa như là một chuỗi các đảo nằm giữa hai mảng lục địa là thềm Sunda và thềm Sahul, nhưng không bao gồm Philippines. Ranh giới phía đông (chia tách Wallacea với Sahul) là ranh giới địa động vật học được biết đến như là đường Lydekker, trong khi đường Wallace (chia tách Wallacea với Sunda) được định nghĩa là ranh giới phía tây của nó. Đường Weber là điểm giữa, tại đó các hệ động vật và thực vật châu Á và Australia có đại diện gần như tương đương. Nó đi theo các eo biển sâu nhất đi qua Quần đảo Indonesia.
Đường Wallace được đặt theo tên của nhà tự nhiên học người Wales là Alfred Russel Wallace (1823-1913), người đã ghi nhận sự khác biệt giữa các hệ động vật có vú và chim giữa các hòn đảo ở hai bên đường này. Các đảo Sundaland ở phía tây của đường Wallace, bao gồm Sumatra, Java, Bali và Borneo, có chung một hệ động vật có vú tương tự như ở Đông Á, bao gồm hổ, tê giác và vượn, đười ươi; trong khi hệ động vật có vú của Lombok và các khu vực mở rộng về phía đông chủ yếu là các loài thú có túi và các loài chim tương tự như ở Australasia. Sulawesi có hệ động vật và hệ chim như của cả hai khu vực.